# Spengler Cup 2024
Der Spengler Cup 2024 (französisch Coupe Spengler 2024) war die 96. Auflage des gleichnamigen Wettbewerbs und fand vom 26. bis 31. Dezember 2024 im Schweizer Luftkurort Davos statt. Als Spielstätte fungierte das dortige Eisstadion. Fribourg-Gottéron gewann den Final gegen den deutschen Vertreter Straubing Tigers und somit den ersten Titel der Klubgeschichte.

## Modus
Die sechs teilnehmenden Teams spielen zunächst in zwei Vorrundengruppen – benannt nach den Davoser Eishockeylegenden Richard Torriani sowie den Cattini-Brüdern Ferdinand und Hans – à drei Teams in einer Einfachrunde im Modus «jeder gegen jeden», so dass jede Mannschaft zunächst zwei Spiele bestreitet, die Platzierungen nach Punkten aus. Die beiden Gruppensieger qualifizieren sich direkt für den Halbfinal, während die Zweit- und Drittplatzierten in einem K.-o.-Duell über Kreuz die beiden weiteren Halbfinalteilnehmer ausspielen. Die beiden Halbfinalsieger ermitteln am Schlusstag schliesslich den Turniersieger.

## Turnierverlauf

### Vorrunde
Gruppe Torriani
| 26. Dezember 2024 15:10 Uhr (Ortszeit) | Fribourg-Gottéron Y. Rathgeb (50:00) R. Gunderson (50:54) | 2:3 n. P. (0:2, 0:0, 2:0, 0:0, 0:1) Spielbericht | HC Dynamo Pardubice L. Radil (9:07) D. Rákos (12:47) L. Sedlák (PS) | Eisstadion, Davos Zuschauer: 6'267 |

| 27. Dezember 2024 15:10 Uhr | Oulun Kärpät S. Mäenalanen (2:10) R. Gardiner (6:35) V. Juusola (15:58) P. Virta (51:22) | 4:6 (3:2, 0:2, 1:2) Spielbericht | Fribourg-Gottéron T. J. Brennan (6:28) D. Sutter (10:49) K. Nicolet (26:35) B. Jecker (33:31) J. de la Rose (45:07) J. Lilja (58:25) | Eisstadion, Davos Zuschauer: 6'267 |

| 28. Dezember 2024 15:10 Uhr | HC Dynamo Pardubice M. Kaut (7:03) D. Musil (56:10) | 2:3 n. V. (1:1, 0:0, 1:1, 0:1) Spielbericht | Oulun Kärpät P. Virta (2:41) T. Turunen (54:35) R. Gardiner (63:24) | Eisstadion, Davos Zuschauer: 6'267 |

| Pl. |                     | Sp | S | OTS | OTN | N | Tore | Punkte |
| --- | ------------------- | -- | - | --- | --- | - | ---- | ------ |
| 1.  | Fribourg-Gottéron   | 2  | 1 | 0   | 1   | 0 | 8:7  | 4      |
| 2.  | HC Dynamo Pardubice | 2  | 0 | 1   | 1   | 0 | 5:5  | 3      |
| 3.  | Oulun Kärpät        | 2  | 0 | 1   | 0   | 1 | 7:8  | 2      |

Gruppe Cattini
| 26. Dezember 2024 20:15 Uhr | HC Davos O. Palve (8:05) F. Zadina (29:34) | 2:6 (1:2, 1:3, 0:1) Spielbericht | Team Canada J. Hazen (10:03) D. Carr (12:34) C. Hudon (30:43) L. Shaw (32:53) C. Hudon (38:00) T. Fritz (51:26) | Eisstadion, Davos Zuschauer: 6'267 |

| 27. Dezember 2024 20:15 Uhr | Straubing Tigers | 0:5 (0:0, 0:1, 0:4) Spielbericht | HC Davos C. Andersson (27:47) A. Tambellini (46:20) T. Kessler (51:53) Y. Frehner (53:15) B. Lemieux (55:30) | Eisstadion, Davos Zuschauer: 6'267 |

| 28. Dezember 2024 20:15 Uhr | Team Canada D. Carr (4:33) L. Shaw (21:10) L. Shaw (36:17) M. Bowey (40:48) N. Hoefenmayer (51:43) J. Hazen (52:56) | 6:3 (1:1, 2:1, 3:1) Spielbericht | Straubing Tigers M. Brandt (7:08) T. St. Denis (29:15) E. Hede (48:37) | Eisstadion, Davos Zuschauer: 6'267 |

| Pl. |                  | Sp | S | OTS | OTN | N | Tore  | Punkte |
| --- | ---------------- | -- | - | --- | --- | - | ----- | ------ |
| 1.  | Team Canada      | 2  | 2 | 0   | 0   | 0 | 12:05 | 6      |
| 2.  | HC Davos         | 2  | 1 | 0   | 0   | 1 | 07:06 | 3      |
| 3.  | Straubing Tigers | 2  | 0 | 0   | 0   | 2 | 03:11 | 0      |

### Finalrunde
|  | Halbfinalqualifikation | Halbfinalqualifikation | Halbfinalqualifikation |  |  | Halbfinal | Halbfinal         | Halbfinal |  |    | Final            | Final             | Final |
|  |                        |                        |                        |  |  |           |                   |           |  |    |                  |                   |       |
|  |                        |                        |                        |  |  | C1        | Team Canada       | 2         |  |    |                  |                   |       |
|  | T2                     | HC Dynamo Pardubice    | 2                      |  |  | C3        | Straubing Tigers  | 4         |  |    |                  |                   |       |
|  | C3                     | Straubing Tigers       | 4                      |  |  |           |                   |           |  | C3 | Straubing Tigers | 2                 |       |
|  |                        |                        |                        |  |  |           |                   |           |  |    | T1               | Fribourg-Gottéron | 7     |
|  |                        |                        |                        |  |  | T1        | Fribourg-Gottéron | 4         |  |    |                  |                   |       |
|  | C2                     | HC Davos               | 4                      |  |  | C2        | HC Davos          | 2         |  |    |                  |                   |       |
|  | T3                     | Oulun Kärpät           | 3                      |  |  |           |                   |           |  |    |                  |                   |       |

Halbfinalqualifikation
| 29. Dezember 2024 15:10 Uhr (Ortszeit) | HC Dynamo Pardubice D. Rákos (17:50) M. Kelemen (22:53) | 2:4 (1:1, 1:0, 0:3) Spielbericht | Straubing Tigers M. Connolly (12:41) J. Braun (47:22) P. Samuelsson (56:22) J. Samanski (56:48) P. Samuelsson (59:55) | Eisstadion, Davos Zuschauer: 6'267 |

| 29. Dezember 2024 20:15 Uhr | HC Davos A. Tambellini (1:28) S. Knak (22:19) O. Palve (24:56) E. Corvi (28:40) | 4:3 (1:0, 3:2, 0:1) Spielbericht | Oulun Kärpät J. Hermonen (27:53) P. Virta (39:26) P. Virta (47:09) | Eisstadion, Davos Zuschauer: 6'267 |

Halbfinal
| 30. Dezember 2024 15:10 Uhr | Team Canada D. Carr (8:49) D. Carr (25:57) | 2:4 (1:1, 1:1, 0:2) Spielbericht | Straubing Tigers T. Leier (3:58) JC Lipon (31:48) J. Samanski (49:04) T. Fleischer (58:13) | Eisstadion, Davos Zuschauer: 6'267 |

| 30. Dezember 2024 20:15 Uhr | Fribourg-Gottéron L. Vey (6:26) L. Vey (46:50) C. Bertschy (55:48) J. de la Rose (58:35) | 4:2 (1:2, 0:0, 3:0) Spielbericht | HC Davos M. Stránský (17:06) Y. Frehner (19:23) | Eisstadion, Davos Zuschauer: 6'267 |

Final
| 31. Dezember 2024 12:10 Uhr | Straubing Tigers T. Brunnhuber (2:00) M. Zimmermann (27:28) | 2:7 (1:4, 1:3, 0:0) Spielbericht | Fribourg-Gottéron J. de la Rose (0:27) J. Lilja (1:32) N. Marchon (3:12) C. Bertschy (9:38) T. Brennan (24:51) L. Vey (28:36) A. Borgman (35:32) | Eisstadion, Davos Zuschauer: 6'267 |

## Siegermannschaft
| Spengler-Cup-Sieger Fribourg-Gottéron | Torhüter: Reto Berra, Loïc Galley, Bryan Rüegger Verteidiger: Andreas Borgman, T. J. Brennan, Raphael Diaz, Mauro Dufner, Ryan Gunderson, Benoît Jecker, Yannick Rathgeb, Simon Seiler, Maximilian Streule, Dave Sutter Stürmer: Daniel Audette, Christoph Bertschy, Jacob de la Rose, Kevin Etter, Jeremi Gerber, Michal Krištof, Jakob Lilja, Nathan Marchon, Killian Mottet, Kevin Nicolet, Sandro Schmid, Marcus Sörensen, Julien Sprunger, Linden Vey, Lucas Wallmark, Samuel Walser Cheftrainer: Lars Leuenberger |

## All-Star-Team
| Angriff:      | Adam Tambellini – Jacob de la Rose – Daniel Carr |
| Verteidigung: | David Musil – STR Marcel Brandt                  |
| Tor:          | STR Zane McIntyre                                |